# Cambernard
Cambernard (em occitano:  Campbernat) é uma comuna francesa na região administrativa da Occitânia, no departamento do Alto Garona. Estende-se por uma área de 8.48 km², com 466 habitantes, segundo o censo de 2018, com uma densidade de 55 hab/km².